# Cratere Medrissa
Medrissa  è un cratere sulla superficie di Marte.